# Alpaida chickeringi
Alpaida chickeringi là một loài nhện trong họ Araneidae.
Loài này thuộc chi Alpaida. Alpaida chickeringi được Herbert Walter Levi miêu tả năm 1988.